# Bombardamento di Yarmouth
Il bombardamento di Yarmouth, avvenuto il 3 novembre 1914, fu un attacco della Hochseeflotte (Flotta d'alto mare, della Marina imperiale tedesca) contro le installazioni portuali della città inglese di Great Yarmouth. La città subì pochi danni, dato che le salve tedesche caddero sulla spiaggia e l'azione fu interrotta dai cacciatorpediniere britannici. Un sommergibile britannico, uscito dal porto per attaccare le navi tedesche, urtò una mina appena posizionata dal posamine tedesco Stralsund, ed affondò. Successivamente un incrociatore tedesco urtò due mine, affondando mentre rientrava in porto.

## Preludio
Nell'ottobre 1914, la Kaiserliche Marine cercava il modo di attaccare la flotta britannica. La Royal Navy possedeva più navi dei tedeschi, impedendo loro così di attaccare direttamente la propria flotta. Tuttavia, i tedeschi trovarono il modo di attaccare gli inglesi individualmente o in piccoli gruppi. Il Kaiser Guglielmo II aveva dato ordine che nessuna azione con grosse navi doveva prendere piede ma piccoli gruppi di vascelli minori potevano effettuare brevi raid.
Il raid aveva diversi obiettivi. Uno era quello di posizionare diverse mine che avrebbero potuto affondare poi le navi britanniche. Un altro obiettivo era di affondare ogni nave di piccola taglia che avrebbero incontrato, o di attirare le navi più grosse in direzione della Hochseeflotte, che attendeva in acque tedesche. Bombardare le città costiere britanniche avrebbe potuto inoltre obbligare i britannici a riposizionare la loro flotta per proteggere le proprie città. La strategia inglese, infatti, era quella di concentrare tutta la Grand Fleet in un unico luogo, in modo da avere sempre la superiorità in caso si ingaggiasse il nemico. I tedeschi speravano di spingere i britannici a separare delle navi dalla flotta principale per difendere le coste, così da avere più possibilità di colpire navi isolate.
Il bombardamento a Yarmouth venne eseguito da uno squadrone tedesco di incrociatori da battaglia, comandati dall'ammiraglio Franz von Hipper.

## Ordine di battaglia

### Royal Navy
- HMS Halcyon, posamine, nave ammiraglia
- HMS Lively, cacciatorpediniere
- HMS Leopard, cacciatorpediniere
- HMS Success, cacciatorpediniere
- HMS E10, sottomarino
- HMS D5, sottomarino
- HMS D3, sottomarino

### Kaiserliche Marine
- HMS Seydlitz, incrociatore da battaglia, nave ammiraglia
- SMS Von der Tann, incrociatore da battaglia
- SMS Moltke, incrociatore da battaglia
- SMS Blücher, incrociatore corazzato
- SMS Yorck, incrociatore corazzato
- SMS Strassburg, incrociatore leggero
- SMS Graudenz, incrociatore leggero
- SMS Kolberg, incrociatore leggero
- SMS Stralsund, incrociatore leggero

## L'azione

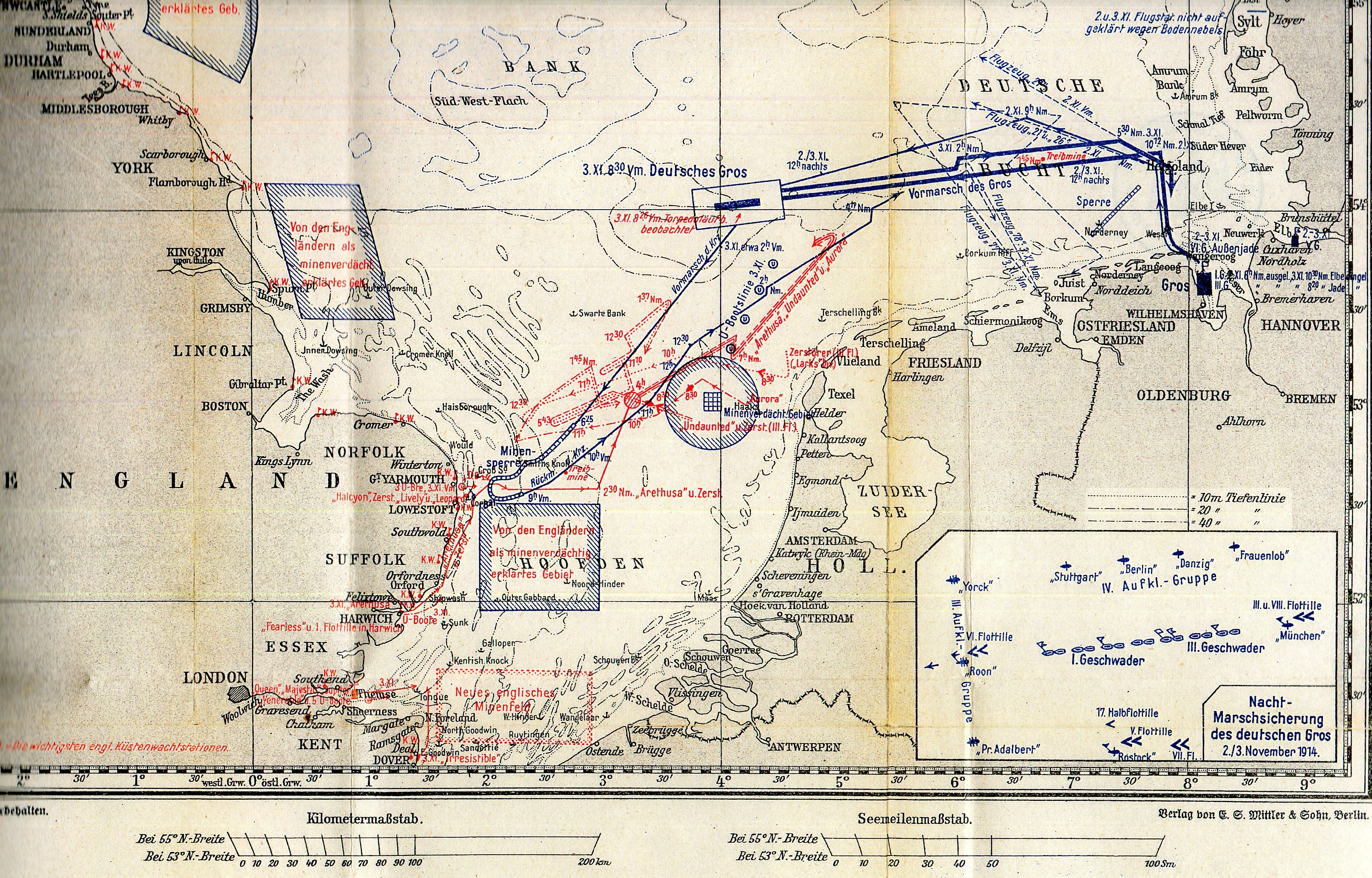
Übersichtskarte. Beschießung von Yarmouth am 3. November 1914 durch deutsche Seestreitkräfte

Alle 16:30 del 2 novembre 1914, la Moltke, con la Seydlitz ammiraglia di Hipper, la Von der Tann, e la Blücher, insieme a quattro incrociatori leggeri, lasciarono l'estuario dello Jade e si diressero verso la costa inglese. La flottiglia arrivò al largo di Great Yarmouth alle 06:30 del giorno seguente.
Yarmouth era difesa dal posamine HMS Halcyon e dai due vecchi cacciatorpediniere Lively e Leopard. L'Halcyon individuò due incrociatori che ingaggiò in battaglia. In risposta i tedeschi aprirono il fuoco, dapprima con cannoni dal calibro minore e in seguito con armi più pesanti. Nel frattempo, il Lively, a 3 km di distanza, cominciò a fare fumo per nascondere le navi. I colpi tedeschi erano poco precisi, poiché tutti gli incrociatori da battaglia sparavano assieme, non capendo così di quanto sbagliassero il tiro. Alle 07:40, Hipper ordinò che fosse cessato il fuoco contro la Lively e di sparare invece contro Yarmouth. Quando lo Stralsund terminò di posare le mine, le navi se ne andarono.
L'Halcyon, fuori pericolo, lanciò l'allarme via radio. Il cacciatorpediniere HMS Success giunse in soccorso mentre altri tre cacciatorpediniere, in porto, si misero in movimento. I sommergibili HMS E10 e D5 e D3, dislocati in porto, uscirono in battaglia ma il D5 colpì una delle mine posate dallo Stralsund ed affondò. Alle 08:30, l'Halcyon tornò in porto e fece rapporto sull'accaduto.
Alle 09:55, l'ammiraglio David Beatty fu inviato a sud con uno squadrone britannico di incrociatori da battaglia, con uno squadrone della Grand Fleet giunto dall'Irlanda. Nel frattempo, Hipper era già 80 km più a sud, diretto verso casa. Le navi tedesche rientrarono per la notte, con la nebbia, così dovettero attendere il giorno seguente che questa si diradasse. Nella nebbia, l'SMS Yorck, diretta dall'estuario dello Jade fino a Wilhelmshaven senza autorizzazione, uscì dalla rotta e colpì due mine. Circa 235 uomini morirono ma la nave da difesa costiera SMS Hagen riuscì a salvare 127 marinai dell'equipaggio.

## Conseguenze
L'ammiraglio Hipper ricevette la croce di ferro per il successo ma si rifiutò di indossarla, credendo di aver fatto ben poco. Anche se i risultati non furono spettacolari, i comandanti tedeschi furono colpiti dalla facilità con cui Hipper attaccò e si ritirò, incontrando poca resistenza. In parte, la mancanza di reazione da parte dei britannici era dovuta alle notizie ricevute quella mattina riguardo alle gravi perdite subite nella battaglia di Coronel e dal fatto che l'ammiraglio John Jellicoe, comandante della Grand Fleet, era in treno e stava tornando in porto. Inoltre, secondo Winston Churchill, i britannici non potevano credere che i tedeschi fossero giunti solo per bombardare Yarmouth ma si attendevano qualcosa di più.